# キム・ヒョンジュン (ソフトテニス選手)
キム・ヒョンジュン（김형준、1990年2月27日 - ）は、韓国江原道平昌出身のソフトテニス選手。横城中、高出身。利川市庁、聞慶市庁所属

## 来歴
2014アジア競技大会において団体、シングルスで金メダルを獲得。

## 四大国際大会戦績
- 2014アジア競技大会団体、シングルス優勝。